# Opisthoproctidae

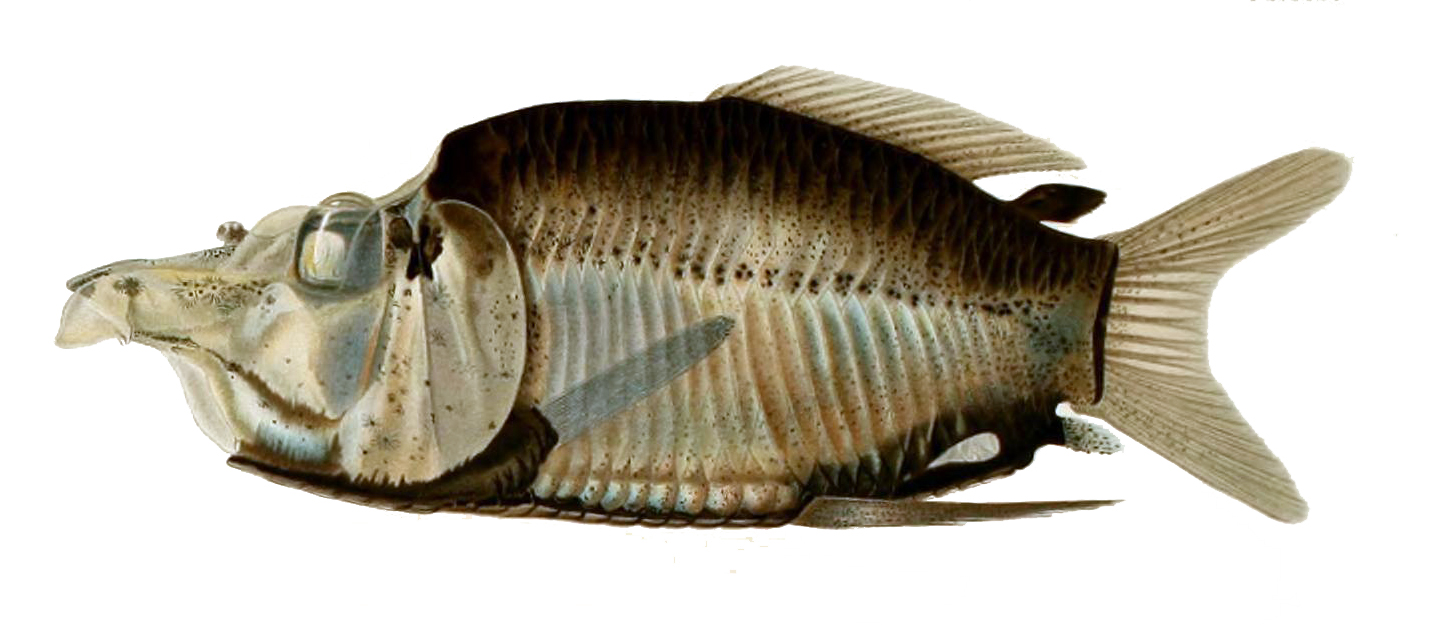
Opisthoproctus grimaldii

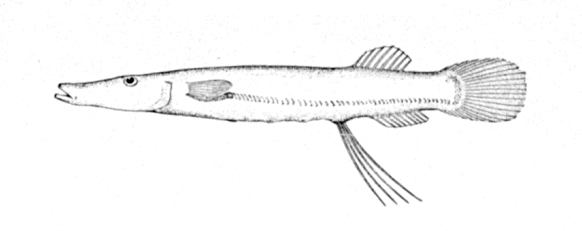
Dolichopteryx longipes

Gli Opisthoproctidae Schmidt, 1918 sono una famiglia di pesci ossei abissali dell'ordine Argentiniformes.

## Distribuzione e habitat
Vivono in tutti i mari e gli oceani ma sono assenti in molti bacini marginali tra cui il mar Mediterraneo. Molte specie sono batipelagiche e si possono incontrare a profondità di alcune migliaia di metri.

## Descrizione
Questi pesci hanno un aspetto assai variabile tra le specie, in alcuni casi (come in Opisthoproctus) il corpo è tozzo mentre in altri (per esempio Dolichopteryx) questo è allungatissimo ed esile. La caratteristica più appariscente sono gli occhi telescopici, presenti in quasi tutte le specie, rivolti talvolta in alto come in Opisthoproctus o in avanti come in Winteria telescopa. Le pinne pettorali (molto ampie in alcune specie come Dolichopteroides binocularis) sono inserite nella parte bassa del corpo; anche le pinne ventrali in alcune specie sono inserite lateralmente e non ventralmente. Pinna adiposa spesso presente. Alcune specie sono dotate di fotofori. Quasi tutti privi di vescica natatoria.
La maggior parte delle specie ha piccola taglia e non raggiunge, o supera di poco, i 10 cm. Tuttavia Bathylychnops exilis, che è la specie di maggiori dimensioni, può raggiungere i 50 cm.

## Biologia
Praticamente ignota.

## Specie
- Genere Bathylychnops
  - Bathylychnops brachyrhynchus
  - Bathylychnops chilensis
  - Bathylychnops exilis
- Genere Dolichopteroides
  - Dolichopteroides binocularis
- Genere Dolichopteryx
  - Dolichopteryx anascopa
  - Dolichopteryx andriashevi
  - Dolichopteryx longipes
  - Dolichopteryx minuscula
  - Dolichopteryx parini
  - Dolichopteryx pseudolongipes
  - Dolichopteryx rostrata
  - Dolichopteryx trunovi
  - Dolichopteryx vityazi
- Genere Ioichthys
  - Ioichthys kashkini
- Genere Macropinna
  - Macropinna microstoma
- Genere Opisthoproctus
  - Opisthoproctus grimaldii
  - Opisthoproctus soleatus
- Genere Rhynchohyalus
  - Rhynchohyalus natalensis
- Genere Winteria
  - Winteria telescopa